# Яремчук Григорій Филимонович
Григо́рій Филимо́нович Яремчу́к (29 січня 1915, село Білки Київської губернії, тепер Попільнянського району Житомирської області — 13 липня 1982, місто Київ) — український радянський діяч, 2-й секретар Київського міськкому КПУ, голова Київського промислового облвиконкому. Депутат Верховної Ради УРСР 6-го скликання. Заступник голови Верховної Ради УРСР у квітні 1963 — грудні 1964 р. Член Ревізійної Комісії КПУ в 1956—1960 роках і в 1961—1966 роках. Голова Ревізійної Комісії КПУ в 1961—1966 роках.

## Біографія
Трудову діяльність розпочав у 1934 році електромонтером паровозоремонтного заводу станції імені Шевченка Одеської залізниці. У 1937—1945 роках — на комсомольській роботі.
Член ВКП(б) з 1939 року.
У 1945—1948 роках — секретар Кагановичського районного комітету КП(б)У міста Києва з кадрів. У 1948—1954 роках — начальник Політичного відділу Київського відділка Південно-Західної залізниці.
У 1954—1960 роках — 1-й секретар Кагановичського (з 1957 — Московського) районного комітету КПУ міста Києва.
27 січня 1960 — 1961 року — секретар Київського міського комітету КПУ. У 1961 — січні 1963 року — 2-й секретар Київського міського комітету КПУ.
12 січня 1963 — 1 грудня 1964 року — голова виконавчого комітету Київської промислової обласної ради депутатів трудящих.
У листопаді 1964 — 13 липня 1982 року — заступник керуючого справами Ради Міністрів Української РСР.

## Нагороди
- три ордени Трудового Червоного Прапора
- орден «Знак Пошани» (23.01.1948)
- Почесна грамота Президії Верховної Ради Української РСР (28.01.1965)
- грамота Президії Верховної Ради Української РСР (28.01.1975)
- медалі